# Croix (Nord)
Croix – miejscowość i gmina we Francji, w regionie Hauts-de-France, w departamencie Nord.
Według danych na rok 1990 gminę zamieszkiwało 20 231 osób, a gęstość zaludnienia wynosiła 4557 osób/km² (wśród 1549 gmin regionu Nord-Pas-de-Calais Croix plasuje się na 30. miejscu pod względem liczby ludności, natomiast pod względem powierzchni na miejscu 729.).
W mieście znajduje się modernistyczna Willa Cavrois.